# Los colores de la naturaleza
Los colores de la naturaleza: Cultura, identidad y el mundo natural es un libro de la poetisa Alison H. Deming y Lauret E. Savoy, editado en 2011. El libro es una colección de ensayos de autores estadounidenses de diversos orígenes, incluyendo japoneses, mestizos, afroamericanos, hawaianos, árabes, chicanos e indígenas. Colectivamente, los editores utilizan estos ensayos como telón de fondo para explorar un tema más profundo: la aparente escasez de bibliografía sobre la naturaleza escritas por personas de color, mientras escriben sobre sus propias conexiones (y desconexiones) personales con la naturaleza.